# Ferencváros TC (kvindehåndbold)
FTC-Rail Cargo Hungaria er en håndboldklub fra bydelen Ferencváros i Budapest, Ungarn. Klubben spiller i den bedste kvindelige ungarske håndboldrække, Nemzeti Bajnokság I.
Kvindeafdelingen er en af de mest succesrige klubber i den ungarske liga med i alt 14 titler. Klubben har været to gange EHF Champions League-finalist og har vundet EHF Cup Winners' Cup tre gange samt EHF Cup én gang. Derudover har de en rivalisering med Győri ETO KC, der sammen med klubben har kæmpet om mesterskabstitelen. 
Klubbens nuværende navn er FTC-Rail Cargo Hungaria, grundet sponsorårsager. Holdets cheftræner er danske Allan Heine, siden 2023.

## Resultater
Holdet har bl.a. optrådt under navnene HERZ-FTC Budapest og Budapest Bank-FTC af hensyn til sponsorer.
Nationale titler
- Ungarsk mester: 1966, 1968, 1969, 1971, 1994, 1995, 1996, 1997, 2000, 2002, 2007, 2015, 2021

Bedste internationale resultater
- Mesterholdenes Europa Cup: Finalist 1969, 1971.
- EHF Champions League: Finalist 2002, 2023. Semifinalist 1997, 2001. Nr. 3 (gruppespil) i 1996
- Cup Winners' Cup: Vinder 1978. Finalist 1979. Semifinalist 2007.
- EHF Cup: Vinder 2006. Semifinalist 2005.

## Spillertruppen 2024-25
| Nr. | Navn             | Nationalitet | Alder                      | Position     |
| --- | ---------------- | ------------ | -------------------------- | ------------ |
| 1   | Laura Glauser    | Frankrig     | 20. august 1993 (31 år)    | Målvogter    |
| 3   | Béatrice Edwige  | Frankrig     | 3. oktober 1988 (36 år)    | Stregspiller |
| 11  | Darja Dmitrijeva | Rusland      | 9. august 1995 (29 år)     | Playmaker    |
| 13  | Kinga Janurik    | Ungarn       | 6. november 1991 (33 år)   | Målvogter    |
| 15  | Júlia Hársfalvi  | Ungarn       | 12. november 1996 (28 år)  | Venstre fløj |
| 16  | Blanka Bíró      | Ungarn       | 22. september 1994 (30 år) | Målvogter    |
| 20  | Emily Bölk       | Tyskland     | 26. april 1998 (26 år)     | Venstre back |
| 21  | Orlane Kanor     | Frankrig     | 16. juni 1997 (27 år)      | Venstre back |
| 21  | Gréta Márton     | Ungarn       | 3. oktober 1999 (25 år)    | Venstre fløj |
| 23  | Zsuzsanna Tomori | Ungarn       | 18. juni 1987 (37 år)      | Venstre back |
| 26  | Angela Malestein | Holland      | 31. januar 1993 (32 år)    | Højre fløj   |
| 24  | Dorka Papp       | Ungarn       | 26. juli 2006 (18 år)      | Højre fløj   |
| 38  | Petra Simon      | Ungarn       | 1. januar 2004 (21 år)     | Playmaker    |
| 42  | Katrin Klujber   | Ungarn       | 21. april 1999 (25 år)     | Højre back   |
| 58  | Réka Bordás      | Ungarn       | 26. september 1997 (27 år) | Stregspiller |
| 61  | Valerija Maslova | Rusland      | 23. januar 2001 (24 år)    | Højre back   |
| 72  | Dragana Cvijić   | Serbien      | 15. marts 1990 (34 år)     | Stregspiller |
| 77  | Andrea Lekić     | Serbien      | 6. september 1987 (37 år)  | Playmaker    |
| 90  | Szandra Zácsik   | Ungarn       | 22. april 1990 (34 år)     | Venstre back |

## Statistik
| Nr. | Navn                      | Sæsoner spillet | Mål |
| --- | ------------------------- | --------------- | --- |
| 1   | Nerea Pena                | 7               | 339 |
| 2   | Katrin Klujber            | 5               | 324 |
| 3   | Zita Szucsánszki          | 12              | 286 |
| 4   | Anikó Cirjenics-Kovacsics | 5               | 247 |
| 5   | Nadine Schatzl            | 6               | 201 |
| 6   | Szandra Szöllősi-Zácsik   | 9               | 200 |
| 7   | Viktória Lukács           | 7               | 189 |
| 8   | Angela Malestein          | 3               | 181 |
| 9   | Noémi Háfra               | 6               | 178 |
| 10  | Ágnes Farkas              | 3               | 165 |

| Sæson   | Spiller          | Pris                 |
| ------- | ---------------- | -------------------- |
| 2001–02 | Ágnes Farkas     | Topscorer (112 mål)  |
| 2012–13 | Zsuzsanna Tomori | Topscorer (95 mål)   |
| 2015–16 | Luca Szekerczés  | Bedste ungdomspiller |
| 2016–17 | Blanka Bíró      | Bedste ungdomspiller |
| 2018–19 | Noémi Háfra      | Bedste ungdomspiller |
| 2019–20 | Noémi Háfra      | Bedste ungdomspiller |

## Tidligere spillere
- Valéria Agócs
- Barbara Balogh
- Mária Bende
- Rita Deli
- Mária Dévényi
- Andrea Farkas
- Ágnes Farkas
- Márta Giba
- Gabriella Juhász
- Olívia Kamper
- Fanni Kenyeres
- Erika Kirsner
- Beatrix Kökény
- Rozália Lelkes
- Dóra Lőwy
- Ildikó Pádár
- Anna Rothermel
- Eszter Siti
- Amália Sterbinszky
- Luca Szekerczés
- Tímea Sugár
- Beatrix Tóth
- Ildikó Tóth
- Tímea Tóth
- Orsolya Vérten
- Zsuzsanna Tomori
- Piroska Szamoránsky
- Melinda Pastrovics
- Viktória Rédei Soós
- Szandra Szöllősi-Zácsik
- Monika Kovacsicz
- Nadine Schatzl
- Noémi Háfra
- Katerina Harisová
- Katarina Mravíková
- Lucia Uhraková
- Katarina Miklosová
- Nerea Pena
- Jelena Lavko
- Katarina Tomašević
- Laura van der Heijden
- Danick Snelder
- Laura Steinbach
- Marija Jovanović
- Bobana Klikovac
- Djurdjina Malović
- Elena Abramovich
- Emilie Christensen